# Estilo de aprendizagem
Os estilos de aprendizagem referem-se a uma série de teorias concorrentes e contestadas que visam explicar diferenças na aprendizagem dos indivíduos. Essas teorias propõem que todas as pessoas aprendem de forma diferente e podem ser classificadas de acordo com seu estilo de aprendizagem, embora as várias teorias apresentem visões diferentes sobre como os estilos devem ser definidos e categorizados. Um conceito comum é que os indivíduos diferem em como aprendem.
Atualmente várias são as teorias que visam explicar os estilos de aprendizagem, uma boa porção delas apresenta conceitos e modelos com diferenças significativas entre si, o que dificulta criar um consenso sobre o que realmente vem a ser o estilo de aprendizagem.
No entanto, existe uma premissa comum a todos os autores: existem diferenças individuais mediante a aprendizagem, ou seja, cada indivíduo reage de maneira particular diante de atividades exigidas.
Alliprandini, Pullin e Guimarães (2011) consideram que os estilos de aprendizagem referem-se ao método pelo qual o estudante raciocina, lembra, resolve, intui ou aprende, e não pelo conteúdo. Fatores sociais, emocionais, ambientais e condições físicas afetam a aprendizagem.

## Origem
A ideia de estilos de aprendizagem individualizados tornou-se popular na década de 1970, e influenciou muito a educação, apesar das críticas que a ideia recebeu de alguns pesquisadores. Os proponentes recomendam que os professores avaliem os estilos de aprendizagem de seus alunos e adaptem seus métodos de sala de aula para melhor adequar-se ao estilo de aprendizado de cada aluno. Embora haja ampla evidência de que os indivíduos expressam preferências sobre como eles preferem receber informações, poucos estudos encontraram alguma validade no uso de estilos de aprendizagem na educação. Os críticos dizem que não há evidências consistentes de que a identificação do estilo de aprendizagem de um aluno individual e o ensino para estilos de aprendizagem específicos produzam melhores resultados para os alunos.

## Piaget
Os estilos de aprendizagem, segundo Jean Piaget, acontecem em processos que acompanham o ser humano durante toda a vida. São processos inter-relacionados que irão se desenvolver juntamente com a maturação cerebral. Esses processos são influenciados por múltiplos aspectos: os aspectos psicológicos, sociais, ambientais e genéticos. A estimulação precoce e de diferentes formas propiciaria ao indivíduo a experimentação. Por meio de tentativas, erros e acertos, o indivíduo iria aumentar seu repertório de comportamentos. Como seres distintos, cada um aprenderia de modo particular, como: auditivos, visuais e sinestésicos.
Um indivíduo pode ter seu aprendizado beneficiado ou facilitado por unicamente uma via ou uma mescla de recursos. Existem alguns testes no mercado onde algumas perguntas são colocadas e que, conforme as respostas, direcionam o estilo da pessoa.
Os visuais são aqueles indivíduos que retém melhor a informação por meio de figuras, como por exemplo assistindo um vídeo, vendo uma imagem, fazendo anotações ou mapas mentais. A percepção visual nesses indivíduos é mais amplificada. Os auditivos são aqueles indivíduos que aprendem melhor com informações verbais, como por exemplo uma aula teórica de um professor em uma sala de aula, ouvindo podcasts, por repetições ou músicas. São muitas vezes aqueles indivíduos que não tem necessidade de fazer anotações em sala de aula para a retenção de conteúdos e usam a estratégia da informação verbal para a sua fixação.
Os chamados sinestésicos aprendem melhor quando experimentam na prática as atividades propostas. As informações recebidas são melhores compreendidas quando esses indivíduos colocam a "mão na massa" ou seja quando você aprende fazendo ou na prática. Esses indivíduos são beneficiados de maior interação entre os sentidos como o tato, movimentos e informações visuais e verbais.
Ainda segundo os autores Felder-Silverman os estudantes podem ser classificados como ativos-reflexivos ou visuais-verbais. Os referidos autores criaram um questionário que procura identificar o estilo do estudante segundo critérios pré-definidos identificados a partir das respostas apontadas.

## Modelo Felder e Silverman
Richard Felder, professor do curso de Engenharia Química da Universidade do Estado da Carolina do Norte (EUA), inquieto com as dificuldades de aprendizado dos estudantes nas séries iniciais, que provocavam constantes reprovações e evasão dos alunos do curso de engenharia, deu início a uma pesquisa para encontrar soluções para este caso. Aliou-se a Dra. Linda Silverman, com vasta experiência em psicologia educacional, elaboraram um modelo de Estilos de Aprendizagem.
O modelo Felder e Silverman (1998) é composto por cinco dimensões, que representam as etapas da aprendizagem, onde em cada uma delas o aluno tende a um polo.
“Após alguns anos de pesquisa, Felder propôs duas alterações no modelo: omitir a dimensão indutivo-dedutivo e trocar a dimensão visual-ouvinte para visual-verbal” (SILVA et al 2014, p. 4).
Eliminou a dimensão indutiva/dedutiva, estava incomodado com o fato de alguns professores utilizarem os resultados de suas pesquisas como justificativa para o uso do modo dedutivo em sala de aula, visto ser mais fácil de se controlar e permitir uma cobertura mais rápida do conteúdo a ser ensinado.
Depois mudou a dimensão visual/auditiva para visual/verbal (o autor transfere as informações “auditivas” para a categoria “verbal”, uma vez que as palavras faladas e escritas podem ser incluídas nessa categoria). Ficam assim, contempladas no instrumento, as seguintes dimensões:
- Sensorial ou intuitivo — percepção;
- Visual ou verbal — entrada;
- Ativo ou reflexivo — processamento;
- Sequencial ou global — compreensão.

As dimensões mostram estilos como polos contrapostos, embora, isso não significa que o indivíduo deva ser classificado a partir de um deles, pois os estilos podem mudar dependendo do conteúdo e da forma que o professor apresenta a matéria.